# 7. Armee (Russisches Kaiserreich)
Die 7. Armee des Russischen Kaiserreichs war eine Armee, die während des Ersten Weltkrieges eingesetzt wurde. Die Armee wurde im Juli 1914 nach dem Eintritt Russlands in den Ersten Weltkrieg gegründet und 1918 aufgelöst.

## Geschichte

### 1914
Zu Kriegsbeginn verfügte die 7. Armee nur über vier Reserve-Divisionen (62., 63., 64. und 71. Res.-Division), ihr oblag der Schutz des wichtigen Marinestützpunktes Odessa. Wegen der noch ungewissen Haltung Rumäniens verblieb der Großverband auch 1915 in Bessarabien stationiert.

### 1916
Die Armee wurde neu formiert und für die Brussilow-Offensive zur Verstärkung der Südwestfront herangezogen. Der nördliche Flügel der russischen 7. Armee sollte am 4. Juni 1916 mit dem XVIII. und XXII. Korps gegen die deutsche „Südarmee“ im Raum Zalosze nach Westen durchbrechen. Nach einem Artilleriebombardement von 48 Stunden Dauer ließ General Schtscherbatschow (Tscherbatschew) den konventionellen Infanterieangriff starten. Die nördlich angesetzten Angriffe bei Kozlow und bei Nowo-Alexsiniec scheiterten nach wenigen Tagen unter Verlust von fast 20.000 Soldaten. Erfolgreicher verlief Tscherbatschews Angriff im Süden – das russische II. und XVI. Korps warfen den Nordflügel der k.u.k. 7. Armee in der Schlacht an der Strypa zurück. Das russische XVI. Korps griff mit der 41. Division über die Strypa auf Buczacz (heute Butschatsch) an, das am 10. Juni von den Gegnern geräumt werden musste. Am 12. Juni musste daher auch der Südflügel der Südarmee auf die Linie Koropiec bis Nizniow (heute Nyschniw) am Dnjestr zurückgenommen werden. Die am südlichen Ufer des Dnjestr eintreffenden deutsche Verstärkungen konnten in schweren Kämpfen bei Tlumatsch die Front stabilisieren.

### 1917
Im folgenden Sommer 1917 stand die 7. Armee unter dem neuen Oberbefehlshaber General Seliwatschow im mittleren Angriffsabschnitt der Kerenski-Offensive zwischen Konjuchy und Podhajce (heute Pidhajzi). Alle mit Schwerpunkt nördlich Brzezany (heute Bereschany) geführten Angriffe wurden wieder durch die Südarmee abgeschlagen, doch fiel am 10. Juli Halicz am Dnjestr in russische Hand.
Die deutsche Gegenoffensive bei Zloczow (heute Solotschiw) im Norden ermöglichte auch das neue Vorgehen der Südarmee. Bothmers Truppen gingen ab 16. Juli zur Gegenoffensive über und drängten die russische 7. Armee bis Ende Juli auf das östliche Ufer des Sbrutsch zurück. Anfang August stoppte ein russischer Gegenstoß bei Hussjatyn das Vorgehen des Beskidenkorps.
Gliederung der 7. Armee im Dezember 1917
- I. Armeekorps
- II. Garde-Korps
- XII. Armeekorps
- XXXXI. Armeekorps
- III. Kaukasisches Armeekorps
- VII. Sibirisches Armeekorps
- V. Kavalleriekorps

## Kommandeure
- Wladimir Nikolajewitsch Nikitin (19. Juli 1914 – 19. Oktober 1915)
- Dmitri Grigorjewitsch Tscherbatschew (19. Oktober 1915 – 11. April 1917)
- Leonid Nikolajewitsch Belkowitsch (13. April 1917 – 20. Juni 1917)
- Wladimir Iwanowitsch Seliwatschow (26. Juni 1917 – 9. September 1917)
- Januari Kasimirowitsch Zichowitsch (9. September 1917 – 3. Dezember 1917)
- Wladimir Kiriakowitsch Triandafillow (Dezember 1917)
- Wladimir Alexandrowitsch Lawdowski (Dezember 1917 – März 1918)